# Karol. Człowiek, który został papieżem
Karol. Człowiek, który został papieżem – film fabularny w reżyserii Giacoma Battiata z 2005 roku produkcji polsko-włosko-francusko-niemiecko-kanadyjskiej. Opowiada historię Karola Wojtyły od czasów młodości do momentu wybrania go na papieża. Scenariusz na podstawie książki Historia Karola autorstwa Gian Franca Svidercoschiego napisał Giacomo Battiato.
Polska premiera filmu odbyła się 17 czerwca 2005 w Multikinie w Krakowie. Specjalne reportaże z premiery nadały stacje TVN i TVN24. Patronat nad filmem objęli m.in. kardynał Franciszek Macharski, portal Onet.pl i telewizja TVN. Polska jest jedynym państwem, w którym film trafił na ekrany kin – powstał jako film telewizyjny i jako taki był nadawany w innych państwach.
Powstała kontynuacja tego filmu, zatytułowana Karol. Papież, który pozostał człowiekiem.

## Fabuła
Akcja filmu rozpoczyna się w 1939 roku na Wawelu w Krakowie, gdy wojska niemieckie dokonują inwazji na Polskę. Pod nazistowską okupacją młody student Uniwersytetu Jagiellońskiego, świadek aresztowania wykładowców tej uczelni i szargania ludzkiego prawa do zachowania własnej tożsamości, dochodzi do wniosku, że powinien powstrzymać się od walki zbrojnej, a poświęcić się raczej chronieniu duchowego dziedzictwa narodu. W czasie wojny traci najbliższych: ojca, przyjaciół i kolegów. Karol Wojtyła stara się o to, aby w tym dotkniętym złem świecie, dawać świadectwo ludzkich i religijnych wartości opartych na miłości Boga. Po zakończeniu wojny Karol Wojtyła już jako ksiądz, a następnie jako biskup, w szczególny sposób interesuje się światem ludzi pracy, zjednując sobie ich bezinteresowną, pełną prostoty miłością i rzeczywistym świadectwem wiary. W ten sposób staje się niedocenianym, lecz niebezpiecznym przeciwnikiem komunistów. Akcja filmu kończy się po tym, jak podczas konklawe kardynał Karol Wojtyła zostaje wybrany na papieża.

## Obsada
| Rola | Aktor                   | Dubbing                 |
| --- | ----------------------- | ----------------------- |
| Karol Wojtyła | Piotr Adamczyk          | Piotr Adamczyk          |
| Hanna Tuszyńska | Małgorzata Bela         | Małgorzata Bela         |
| ks. Tomasz Zaleski | Raoul Bova              | Jacek Kopczyński        |
| ks. kard. Stefan Wyszyński | Lech Mackiewicz         | Lech Mackiewicz         |
| Karol Wojtyła, ojciec przyszłego papieża | Olgierd Łukaszewicz     | Olgierd Łukaszewicz     |
| Maria Pomorska | Violante Placido        | Agnieszka Kunikowska    |
| Hans Frank | Matt Craven             | Artur Żmijewski         |
| Julian Kordek | Christo Szopow          | Krzysztof Dracz         |
| Kapitan Macke | Szymon Bobrowski        | Szymon Bobrowski        |
| Maciej Nowak | Ennio Fantastichini     | Sławomir Orzechowski    |
| Janina Kuroń | Sylwia Gliwa            | Małgorzata Piskorz      |
| Adam Zieliński | Ken Duken               | Krzysztof Banaszyk      |
| Kapitan Łukowski | Piotr Grabowski         | Piotr Grabowski         |
| Lekarz w USA | Piotr Pilitowski        | Piotr Pilitowski        |
| Kardynał Pericle Felici | Sławomir Rokita         | Sławomir Rokita         |
| Ksiądz Stanisław Dziwisz | Andrzej Deskur          | Andrzej Deskur          |
| Zenon Kliszko | Janusz Szydłowski       | Janusz Szydłowski       |
| Witold Brożek | Kacper Kuszewski        | Kacper Kuszewski        |
| Jerzy Turowicz | Roman Gancarczyk        | Roman Gancarczyk        |
| Paweł Kowalski | Radosław Pazura         | Radosław Pazura         |
| Siostra Maksencja | Beata Fido              | Beata Fido              |
| Stefan Bojko | Marcin Stec             | Marcin Stec             |
| Profesor Kamiński | Maciej Luśnia           | Maciej Luśnia           |
| Milan Hryc | Mateusz Janicki         | Mateusz Janicki         |
| Andrej Menzel | Krzysztof Piątkowski    | Krzysztof Piątkowski    |
| Jurij Noga | Artur Gotz              | Artur Gotz              |
| Jerzy Kluger | Adrian Ochalik          | Adrian Ochalik          |
| Ubek | Mariusz Jakus           | Mariusz Jakus           |
| Tajniak | Marcin Łomnicki         | Marcin Łomnicki         |
| Ubek aresztujący Wyszyńskiego | Jacek Lenartowicz       | Jacek Lenartowicz       |
| Urzędnik PZPR | Wenanty Nosul           | Wenanty Nosul           |
| Urzędnik PZPR | Bogdan Kalus            | Bogdan Kalus            |
| Marcin Mickiewicz | Adam Graczyk            | Adam Graczyk            |
| Asystent | Mateusz Przyłęcki       | Mateusz Przyłęcki       |
| Piotr | Jan Romanowski          | Jan Romanowski          |
| Żołnierz w Nowej Hucie | Oskar Hamerski          | Oskar Hamerski          |
| ks. bp. Henryk Gulbinowicz | Edward Linde-Lubaszenko | Edward Linde-Lubaszenko |
| Jarko Sisyl | Sławomir Zapała         | Sławomir Zapała         |
| Vaclav Kolar | Krzysztof Prystupa      | Krzysztof Prystupa      |
| Brigitte Frank | Grażyna Szapołowska     | Grażyna Szapołowska     |
| Wiktor Miłosz | Mateusz Damięcki        | Mateusz Damięcki        |
| Profesor Wójcik | Kenneth Welsh           | Janusz Bukowski         |
| Biskup Jop | Leszek Świgoń           | Leszek Świgoń           |
| Wersja polska: Start International Polska Reżyseria: Elżbieta Kopocińska-Bednarek, Marek Robaczewski Dialogi: Katarzyna Wojsz Dźwięk: Sławomir Czwórnóg, Janusz Tokarzewski, Jerzy Wierciński, W pozostałych rolach: Ewa Adamczyk (zakonnica w szpitalu), Paweł Aigner-Piotrowski (Keith), Michał Anioł (Mieczysław Kotlarczyk), Barbara Babilińska (Józefa), Maja Barełkowska (zakonnica), Stefano Battiato (6-letni syn Marii), Kaja Bień (Rozalka Kluger, matka Jerzego i Tesi), Krzysztof Bochenek (Stahl), Jakub Bohosiewicz (Ludwik), Tadeusz Bradecki (prałat Kurowski), Hubert Bronicki (oficer Wehrmachtu), Konrad Bugaj, Włodzimierz Chrenkoff (oficer SS), Juliusz Chrząstowski (żołnierz ukraiński), Ewa Ciepiela (elegancka kobieta), Anna Cieślak (Tesia Kluger), Marzena Ciuła (kobieta z Krakowa), Sambor Czarnota (Józek, przyjaciel Karola), Michał Czernecki (student Ludwik), Mateusz Dewera (seminarzysta), Lidia Duda (matka w getcie), Tadeusz Dylawerski (mężczyzna w getcie), Aleksander Fabisiak (polski biskup), Gabriela Frycz (Eliza), Roma Gąsiorowska (młoda kobieta na spektaklu), Mikołaj Grabowski (generał rosyjski), Wojciech Grygiel (ksiądz), Mirosław Haniszewski (kolaborant w Wadowicach), Katarzyna Janicka (zakonnica w szpitalu), Marianna Janicka, Aleksander Janicki (Bueler), Zygmunt Józefczak (ksiądz), Edyta Jurecka (Polka w kolumnie uciekinierów), Kinga Kaczor (kobieta w getcie), Marcin Kalczyński (12-letni syn Marii), Marek Karpowicz (Boeppe), Agnieszka Kawiorska (kobieta w getcie), Gabriela Kongstad (dziesięcioletnia córka Hani), Jacek Krok, Jan Krzyżanowski (ojciec Józka), Weronika Książkiewicz (pani Waehter), Juliusz Kubiak (mężczyzna z Krakowa), Maciej Kubica (uciekinier), Marcin Kuźmiński (żołnierz niemiecki), Halina Kwiatkowska (stara kobieta), Marek Litewka (Wilhelm Kluger, ojciec Jerzego i Tesi), Wojciech Leonowicz (Feliks), Eryk Lubos (Ubek), Agnieszka Mandat (zakonnica), Marcin Marcinkiewicz (żołnierz rosyjski), Dawid Marecki (żołnierz niemiecki), Konrad Marszałek (Waehter), Antoni Metzler, Tomasz Międzik (arcybiskup Baziak), Józef Mika (oficer SS), Jan Monczka (ksiądz), Grzegorz Mostowicz-Gerszt (oficer Wehrmachtu), Sylwia Najach (Polka w kolumnie uciekinierów), Marlena Norek (dziewczyna w getcie), Jan Nosal (żołnierz SS), Dominik Nowak (oficer Wehrmachtu), Izabella Olszewska (babka Klugerów), Sebastian Owczarek (ksiądz), Jan Piechociński (tłumacz), Krzysztof Płuskota (oficer niemiecki), Agnieszka Popkiewicz (żona Eliego), Maciej Półtorak (uchodźca z Krakowa), Kinga Preis (matka Józia), Anna Radwan (Magda, miłość Nowaka), Jacek Romanowski (profesor Krąpiec), Hubert Roppel (żołnierz niemiecki), Andrzej Rozmus (Michał), Piotr Różański (krawiec Jan Tyranowski), Zbigniew Ruciński (biskup Kominek), Jerzy Schejbal (Adam Sapieha, arcybiskup krakowski), Julia Setkowicz (5-letnia córka Hani), Iwona Sitkowska (kobieta z Krakowa), Patrycja Soliman (Wisława, przyjaciółka Wojtyły), Janusz Sosnowski (reżyser niemiecki w getcie), Monika Soszka (Polka w kolumnie uciekinierów), Beata Starowieyska (elegancka kobieta), Karolina Stefańska (Krystyna), Dan Sumikowski (hutnik), Andrzej Szenajch (profesor UJ), Miłosz Tobiasz (Szymek), Cameron Watson (oficer milicji, kardynał Koenig – 2 role), Thomas Welch (Józio), Krzysztof Wrona (mężczyzna w getcie), Mariusz Zaniewski (ordynans Franka), Krzysztof Zarzecki, Małgorzata Zawadzka (młoda kobieta na spektaklu), Dorota Zięciowska (płacząca kobieta), Ewa Zytkiewicz (pani Antol, sąsiadka Wojtyłów), Mirosława Żak (kobieta z Krakowa), Krzysztof Szczerbiński, Brygida Turowska-Szymczak, Anna Sroka, Dorota Ignatjew, Ewa Krokosz, Anna Niedźwiecka-Medek, Ewa Mart-Więckowska, Michał Mietelski, Leszek Zduń, Cezary Kwieciński, Adam Bauman (Polski redaktor Radia Wolna Europa), Paweł Szczesny, Jerzy Mazur, Robert Tondera, Joanna Węgrzynowska |                         |                         |